# PlayStation Controller

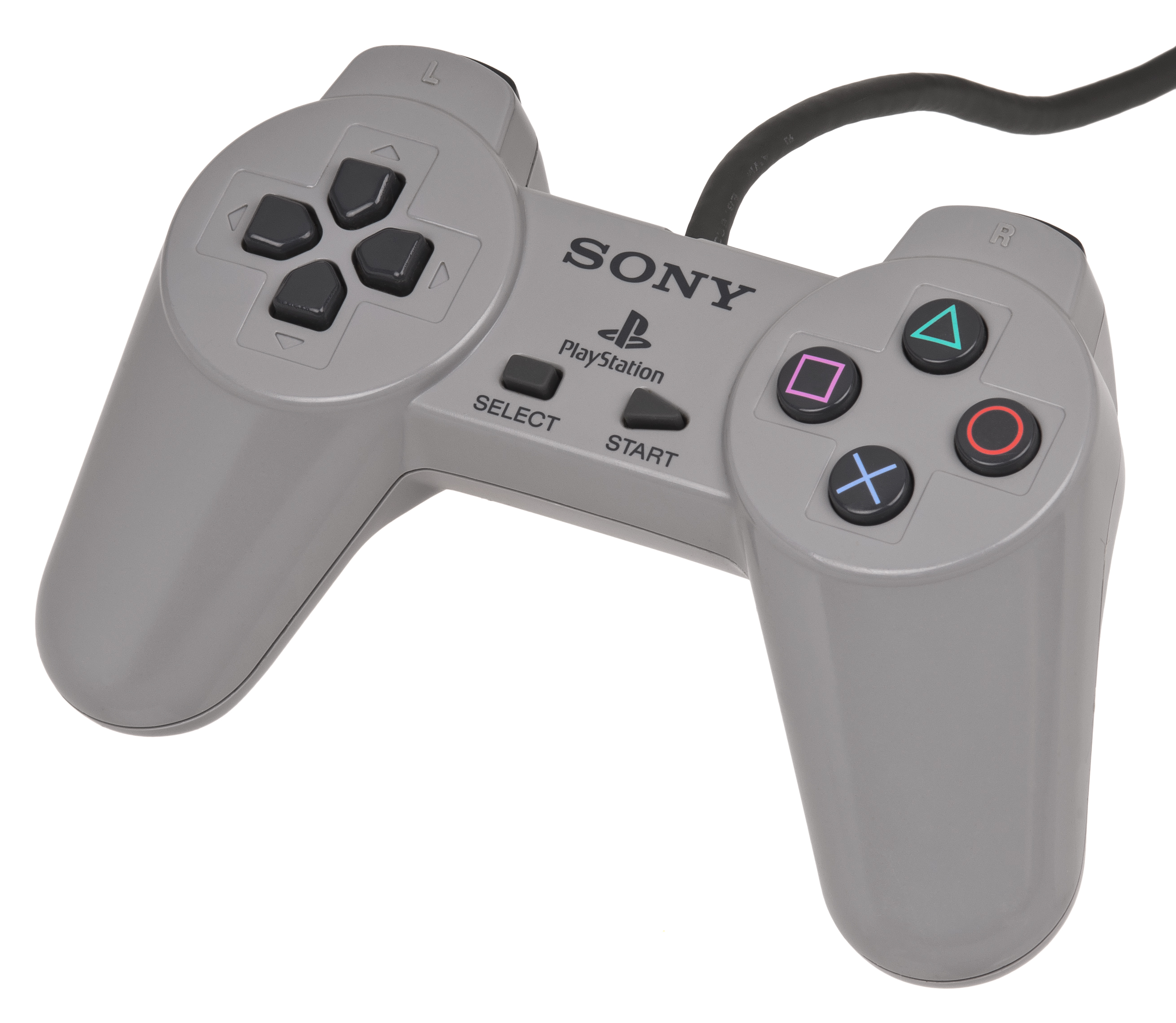

PlayStation Controller — первый геймпад для игровой консоли PlayStation. Оригинальная версия контроллера (модель SCPH-1010) была выпущена 3 декабря 1994 года вместе с игровой системой.

## Прототип
Основанный на контроллере NES, он конкурировал с Super NES Controller от Nintendo. К контроллеру были добавлены ручки.
Символы кнопок «Треугольник», «Круг», «Крест», «Квадрат» будут в значительной степени включены в бренд PlayStation. В интервью с Тэйю Гото, разработчиком оригинального контроллера PlayStation, утверждалось, что кружок и крест обозначают «да» и «нет» соответственно (в западных релизах наоборот).
Консоль PlayStation 2 обратно совместима с оригинальным контроллером PlayStation.

## История
Кэн Кутараги рассказал о разработке контроллера: «В процессе разработки мы смоделировали все возможные ситуации с джойстиком. Мы вообразили, каково было играть, лёжа на полу, и во многих других случаях. Мы регулировали вес по граммам и, в конце концов, нашли правильный баланс. Вероятно, мы потратили столько же времени на разработку джойстика, сколько на корпус устройства». И Гото, и Кутараги напомнили, что президент Sony Норио Ога дал специальную рекомендацию. 2 апреля 1996 года Sony выпустили новую версию контроллера PlayStation dual analog (модель SCPH-1080). Эта модель продавалась как аксессуар.